# جيلان (أفغانستان)
جيلان هو اسم مدينة ومديرية أفغانية تتوسط وتتبع ولاية غزني
وموقعها على ارتفاع 1,983 متر فوق سطح البحر، اشتهرت بالمعارك خلال الاحتلالين السوفيتي والأمريكي من أكابر المدن التاريخية الأفغانية المشهورة وهي الآن محل صراع طاحن بين القوات الأمريكية والطالبان ولقد أنجبت المدينة العديد من العلماء والسياسين الأفغان، منهم الملا نعمت الله ابن الحاج محمد شريف وهو من حي سفيدار في مديرية كيلان بولاية غزني. بيوتها مبنية من طوب اللبن وشوارعها غير مرصوفة.
وهناك العديد من الأماكن في العالم في نفس الاسم مثل جيلان العراق وجيلان إيران وجيلان (تركيا) وجيلان كوسوفا، وتؤكد المصادر أن جيلان العراق أقدم مدينة حملت اسم جيلان ومنها انتقل الاسم للبلدان الأخرى.

## انظر
- جيلان (توضيح)

## وصلات خارجية
- UNHCR Field Office Ghazni DISTRICT PROFILE، موقع Afghanistan Information Management Services نسخة محفوظة 27 أكتوبر 2005 على موقع واي باك مشين.